# La femme aux yeux fermés
La femme aux yeux fermés è un film del 1926 diretto da Alexandre Ryder.
Conosciuto anche come: The Woman with Closed Eyes